# Stranda
Stranda er en kommune i Møre og Romsdal fylke i Norge. Den grænser i nord til Stordal, i øst til Norddal og Skjåk, i syd til Stryn og Hornindal, og i vest til Ørsta og Sykkylven. 
I kommunen ligger bygderne Geiranger (250 indb.), Hellesylt (680 indb.), Liabygda (260 indb.) og kommunecenteret Stranda (3500 indb.). Stranda kommune ligger ved Storfjorden på Indre Sunnmøre. Arealet er 867 km².
Stranda kommune har et stort skianlæg, og er et anbefalet rejsemål for de som vil stå på ski og samtidig opleve en unik natur i de flotte Sunnmørsalperne.
Storfjorden bliver ved Stranda og videre sydover kaldt Sunnylvsfjorden, som længere inde igen får en fjordarm østover, den meget kendte Geirangerfjorden. Hellesylt ligger for enden af Sunnylvsfjorden, mens Geiranger ligger i enden af Geirangerfjorden. Her er der godt fiskeri, og om sommeren er der i disse fjorde gode badesteder.
Kommunecenteret Stranda er mest kendt for industri; store virksomheder som madproducenten Stabburet, som bl.a. producerer Grandiosa, samt Grilstad, Langlo, Slettvoll, Norsk Sjømat og (indtil 2009) Ekornes har alle produktion i Stranda. Der findes desuden et større antal mindre virksomheder.  Derudover er turisme et vigtigt erhverv, især i Geiranger. Der findes et større skianlægg på Strandafjellet. 